# Assedio di Odawara (1569)
Il secondo assedio di Odawara si svolse nel 1659. Dopo aver fallito la presa dei castelli di Hachigata e Takiyama, Takeda Shingen si mosse contro la fortezza nella capitale di Odawara. L'assedio durò solo tre giorni, dopo dei quali Shingen bruciò interamente la città e si ritirò. Il castello di Odawara resistette ancora una volta.